# جائزة وعي
جائزة وعي جائزة عربية تقدمها وزارة الصحة السعودية بالشراكة مع مجلس الضمان الصحي، وانطلقت في موسمها الأول عام 2017م، وتهدف لتشجيع مواطني العالم العربي على إنتاج محتوى ابداعي يُساهم في إثراء المحتوى التوعوي في المجال الصحي. وتتجاوز قيمة الجائزة مليون ريال سعودي.

## تاريخ الجائزة
- في عام 2017م انطلقت جائزة وعي بإتاحة المشاركة فيها لسكان السعودية.
- في عام 2018م توسعت الجائزة وأتاحت المشاركة من جميع دول الخليج العربي.[7][8]
- في عام 2022م نُظم الموسم الخامس من الجائزة، وفُتح مجال المشاركة من جميع الدول العربية.[9][10]

## مسارات الجائزة
- الفيلم القصير.
- الانفوجرافيك.
- التصوير الإعلاني.
- الموشن جرافيك.
- اللقطات الطولية.
- الأفكار الإبداعية.
- جائزة الجمهور.[11][1]

## أهداف الجائزة
- تشجيع مواطني العالم العربي على إنتاج محتوى إبداعي، وإثراء المحتوى التوعوي في المجال الصحي.
- تعزيز العادات الصحية السليمة.
- التوعية بالمخاطر والآثار السلبية المؤثرة في الصحة العامة.[12]